# Rumba (filme)
Rumba é um filme estadunidense de 1935, do gênero musical, dirigido por Marion Gering. 
Trata-se de uma sequência de Bolero, filme protagonizado pelo mesmo casal.

## Sinopse
Garota da sociedade se apaixona por dançarino da Broadway.

## Elenco
- George Raft  ...  Joe Martin
- Carole Lombard  ...  Diana Harrison
- Lynne Overman  ...  Flash
- Margo  ...  Carmelita
- Gail Patrick  ...  Patsy Fletcher